# Prowincja Chaiyaphum
Chaiyaphum (taj. ชัยภูมิ) – jedna z prowincji (changwat) Tajlandii. Sąsiaduje z prowincjami Khon Kaen, Nakhon Ratchasima, Lopburi i Phetchabun.